# Cheddington
Cheddington är en ort och civil parish i Storbritannien.   Den ligger i kommunen Buckinghamshire och riksdelen England, i den södra delen av landet, 50 km nordväst om huvudstaden London. Cheddington ligger 107 meter över havet och antalet invånare är 1 768.
Terrängen runt Cheddington är platt. Runt Cheddington är det tätbefolkat, med 459 invånare per kvadratkilometer. Närmaste större samhälle är Luton, 17,3 km öster om Cheddington. Trakten runt Cheddington består till största delen av jordbruksmark.